# 국가원수
국가원수(國家元首, 영어: head of state, chief of state) 또는 단순히 원수(元首)는 한 국가의 최고 지도자이자 국제법상 외국에 대하여 그 나라를 대표하는 자격을 갖는 사람으로 국가의 1인자를 뜻한다. 경우에 따라 국가수반(國家首班)이라고도 불린다.

## 국가적인 원수
군주국에서는 군주가, 의원내각제 또는 대통령제에서는 대통령(총통)이 국가원수인 경우가 대부분이다. 사회주의 국가의 경우 과거엔 소련과 같이 공산권 국가가 해체되기 이전에 의회 의장이 국가원수인 경우가 대부분이였고, 현재는 중화인민공화국, 쿠바와 같이 국가주석이 국가원수일 경우가 대부분이다.

## 전제국가의 원수
원래의 국가원수 형태로 고대 로마에서 시작되었으며, 최초의 국가원수는 아우구스투스 카이사르이다. 이는 원래 광대한 영토를 쉽게 다스리게 하기 위함이고, 보통 제정 국가들이 취하는 형태이다.
국가원수에게 권한으로 나라의 3권(입법, 행정, 사법)이 있다. 흔히 전제군주(황제등)이 수행하며, 군사 최고지휘권도 있다. 군대에 대한 권력은 절대적인 특성이 있다. 현재는 대부분의 나라가 입헌군주제나 내각제 혹은 공화제이기에, 이 형태를 취하는 나라는 거의 없다.

## 권한
국가원수는 대권(Royal prerogative) 또는 국가원수의 재량권(Reserve power)을 독점한다. 의회도 국가원수의 대권을 법률로 제한할 수 없다. 현재 대부분의 국가는 영국의 헌법제도를 모방, 변형해서 사용 중이기 때문에, 영국의 대권행위가 대부분의 국가에서 국가원수의 대권으로 인정된다.
영국왕은 의회해산권, 은사권, 국가승인권, 영토편입권, 영토양도권, 영해변경권, 훈장수여권, 군통수권, 성직자임면권의 대권을 독점한다.
국가원수는 입법권, 행정권, 사법권을 독점한다. 즉, 법률은 의회가 1차적으로 심의권과 의결권을 갖지만, 최종적으로 국가원수가 거부권, 서명권, 공포권을 독점하여, 법률은 국가원수의 명의로 제정, 시행된다. 행정권은 군통수권, 수사통수권 등 많은 세부적인 권한이 있는데, 장관이 1차적으로 행정권을 행사하여 각종 업무를 처리하지만 최종적으로 국가원수가 모든 행정권을 독점한다. 사법권은 법원이 1차적으로 심리권과 판결권을 갖지만, 최종적으로 국가원수가 사면권을 독점하여, 국가원수의 의사에 반하는 판결을 무효화시킨다.

### 대한민국
대한민국 대통령은 국가원수이며, 외국에 대하여 국가를 대표한다(대한민국 헌법 제66조 제1항).

## 같이 보기
- 신
- 황제
- 전속부관
- 경호원
- 개인숭배
- 정부수반
- 리더십
- 국가 애도의 날
- 취임 선서
- 관저
- 국가원수 의전차
- 대통령
- 신성한 왕
- 국장 (장례)
- 국빈 방문